# Sörttjärnen, Lappland
Sörttjärnen är en sjö i Malå kommun i Lappland och ingår i Umeälvens huvudavrinningsområde.